# Capilla flamenca (chapelle flamande)
Pour les articles homonymes, voir Capilla Flamenca.
La Capilla flamenca (chapelle flamande) était la chapelle de la cour des Habsbourg, érigée en 1515 et fusionnée avec la chapelle espagnole en 1637. Elle était située dans le palais royal de Madrid qui fut détruit dans un incendie en décembre 1734 . De nombreuses archives relatives à la Grande Chapelle furent ainsi détruites. Pendant plus d'un siècle, elle fut animée par des musiciens et des chantres issus des Pays-Bas des Habsbourg qui excellaient dans leur art : la polyphonie franco-flamande.

## But
La chapelle pourvoyait la cour impériale et la cour royale espagnole quotidiennement de chant homophone grégorien et polyphonique lors des célébrations liturgiques. Outre de chanteurs, la Capilla Flamenca disposait d’un organiste. Sous Charles Quint, la chapelle comptait aussi douze trompettistes et un timbalier qui se produisaient, entre autres, lors des Joyeuses Entrées et les banquets. Occasionnellement, d’autres instrumentistes furent engagés à la chapelle.

## Fondation et organisation
De la Capilla flamenca, chapelle de la cour érigée en 1515 par l’empereur Charles Quint, les statuts datant de l’année de sa fondation définissent son organisation. La chapelle est décrite comme la « chapelle, laquelle [nous] avons instituée et instituons en l'honneur et louange de Dieu, notre Créateur, et pour l'augmentation et exaltation de son sainct service ». Elle avait besoin d’une cinquantaine de personnes dont plus de la moitié étaient des musiciens professionnels, répertoriés dans les listes des membres de la chapelle sous la Grande Chapelle. Celle-ci comptait de huit à dix choristes (enfants de la chapelle), une cinquantaine de chanteurs (chantres, à peu près également répartis entre les voix de basse, alto), un organiste, un accordeur d’orgue et un souffleur d’orgues. Surtout après 1540, l’ensemble fut considérablement élargi. Le maître latin prenait en charge l’enseignement à la chapelle. La direction de l’ensemble était dans les mains du maître de chœur (maître de chapelle) ; cette fonction se rapprochait de celui de maître de chant des églises cathédrales et collégiales. Des clercs, des chapelains et des fonctionnaires administratifs appartenaient à la Petite Chapelle. Alors que les membres de la Grande Chapelle jouaient pendant les célébrations solennelles, les membres de la Petite Chapelle étaient responsables des messes silencieuses.
Les Leges et constitutiones capellae catholicae maiestatis, une série d’ordonnances de 1556 probablement commandée par le roi Philippe II d'Espagne, donnent des directives plus importantes encore que celles de l’ordonnance de 1515 et visent entre autres la disposition autour du pupitre, la façon dont on chantait, la hiérarchie des chanteurs lors des services ou le comportement et l’étiquette. Ces directives étaient très contraignantes : ainsi les chanteurs n'étaient pas autorisés à sonner les cloches sans, au préalable, demander la permission au maître de chapelle.

## Rémunération et modalités de réorientation de carrière
Outre leur salaire régulier, les chanteurs pouvaient également profiter des bénéfices d'un vicariat ou d'un canonicat. L’empereur avait le droit d’accorder des bénéfices dans un grand nombre d’églises paroissiales, collégiales, cathédrales et autres institutions religieuses dans les Pays-Bas (un indult de Pie IV en 1560 entérinera cette prérogative). L’obligation de prendre résidence pouvait être levée pour les chanteurs et, après leur retour aux Pays-Bas, ils pouvaient également compter sur les recettes provenant de leurs prébendes.
Le système de support et de réorientation de carrière des enfants de chœur grandissants dont la voix était en train de muer était bien organisé et est décrit dans la « Relacion de la forma de servir que se tenia en la casa del Imperador Don Carlos », sorte de réglementation des devoirs à la cour. Les garçons recevaient une subvention permettant d’étudier trois ans aux Pays-Bas, par exemple à l’Université de Louvain, afin de se reconvertir. Dès qu'ils avaient atteint l'âge de la mue, et dans la mesure où ils étaient encore en possession d’une belle voix, les chanteurs avaient la priorité quant à se faire réembaucher.

## Direction musicale
La direction musicale de la chapelle était confiée à des maîtres de chant exceptionnels, appréciés à travers l’Europe pour leurs compétences dirigeantes et pédagogiques dans l’exécution d’œuvres musicales et en matière d’éducation des musiciens. Leurs œuvres circulaient à travers l’Europe en manuscrit ou sous forme imprimée. Non seulement les maîtres de chapelle mais aussi leurs chantres recrutaient des chanteurs pour la chapelle. Cette tâche incombait parfois à des personnes étrangères à la chapelle. Après l’abdication de Charles Quint, Philippe II reprit la Capilla Flamenca et son maître de chapelle, Payen. Un nombre de musiciens accompagna leur empereur abdiqué lorsque celui-ci se retira en Espagne en septembre 1556. Ils y poursuivirent la tradition, y compris celle de l’occupation du chœur par des Néerlandais (Flamands).
| Hautes personnalités, maîtres de chapelle et de chant, | À la chapelle à partir de/dans la fonction de | jusqu’en                                                                                                  |
| --- | --- | --- |
| Marbriano de Orto (ca 1460-1529) Anthonys van Berghen op ten Zoem (Berg-op-Zoom) Adrien Thiebault dit Pickart Nicolaas Carlier Jacques Champion Nicolas Gombert (ca 1495–ca 1560) Thomas Créquillon (1505–ca 1557) Cornelius Canis (ca 1506–1562) Nicolas Payen (1512–1559) Pierre de Manchicourt (ca 1510–1564) Jean de Bonmarché (1520–1570) Gerardus van Turnhout (ca 1520–1580) Georges de la Hèle (1547–1586) Philippe Rogier (ca 1561–1596) Géry de Ghersem (ca 1574–1630) Mathieu Rosmarin (1575/76-1647) Carlos Patiño (1600–1675) | 1512, premier chapelain premier chapelain ca 1516 ? ca 1522 1526 chanteur, 1529 maistre des enffans 1539, maître de chapelle 1542, maître des enfants, 1547 maître de chapelle 1551, maître de chapelle 1559, maître de chapelle 1565, maître de chapelle 1572, maître de chapelle 1582, maître de chapelle 1586, maître de chapelle 1598, maître de chapelle auxiliaire 1598, maître de chapelle 1634, maître de chapelle | 1522 - ca 1530 ca 1524 ca 1535 ca 1538 ca 1550 1555 1559 1564 1570 1580 1586 1596 1604 1633 1637 (fusion) |

## Disparition de la chapelle
En 1633, Matheo Romero (ou Mathieu Rosmarin) prit congé à la Capilla Flamenca en tant que maître de chapelle. Il fut le dernier des maîtres de chant originaires des Pays-Bas à revêtir une position bien en vue à la cour d’Espagne et fut remplacé par l’Espagnol Carlos Patiño. La chapelle flamande, ayant longtemps coexisté avec la chapelle espagnole, fut fusionnée avec celle-ci en 1637.